# Bom Retiro da Esperança
Bom Retiro da Esperança é um distrito do município brasileiro de Angatuba, no interior do estado de São Paulo.

## História

### Formação administrativa
- Decreto nº 23.589 de 31/08/1954 - Cria a 3.ª subdelegacia de polícia na localidade conhecida pela denominação de Bom Retiro, no distrito e município de Angatuba[3].
- Distrito criado pela Lei n° 4.954 de 27/12/1985, com sede no Bairro de Bom Retiro e com território desmembrado do distrito de Angatuba[4][5].

## Geografia

### Demografia

#### População urbana
| Crescimento população urbana | Crescimento população urbana | Crescimento população urbana | Crescimento população urbana |
| Censo                        | Pop.                         |                              | %±                           |
| ---------------------------- | ---------------------------- | ---------------------------- | ---------------------------- |
| 1980                         | 454                          |                              | —                            |
| 1991                         | 878                          |                              | 93,4%                        |
| 2000                         | 1 166                        |                              | 32,8%                        |
| 2010                         | 1 793                        |                              | 53,8%                        |
| Fonte: IBGE e Fundação SEADE |                              |                              |                              |

#### População total
Pelo Censo 2010 (IBGE) a população total do distrito era de 3 560 habitantes.

### Área territorial
A área territorial do distrito é de 118,676 km².

### Rodovias
O principal acesso do distrito é a Rodovia Raposo Tavares (SP-270).

## Serviços públicos

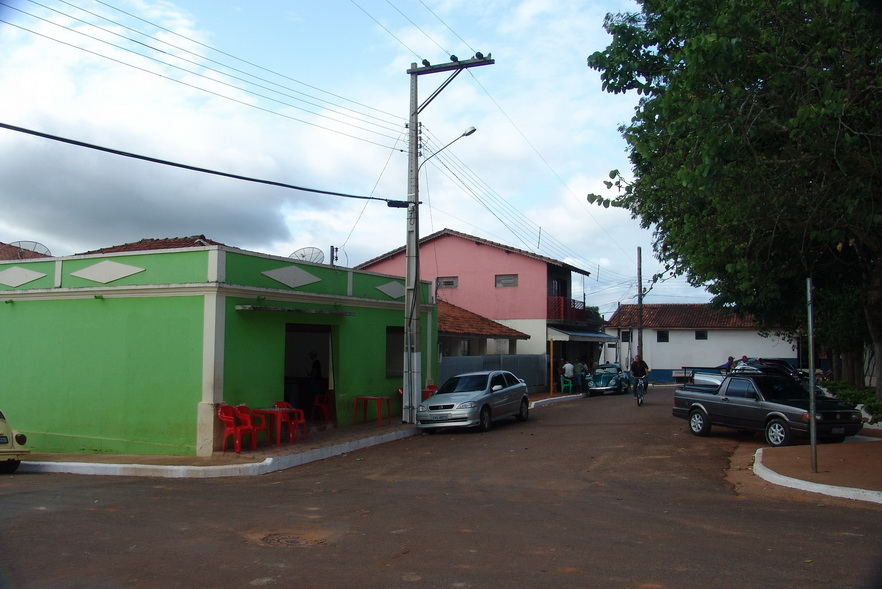
Aspecto local.

### Registro civil
Feito na sede do município, pois o distrito não possui Cartório de Registro Civil das Pessoas Naturais.

### Saneamento
O serviço de abastecimento de água é feito pela Companhia de Saneamento Básico do Estado de São Paulo (SABESP).
- Sistema de abastecimento: Bom Retiro
- Processo de tratamento: Desinfecção e Fluoretação
- Manancial: Poço P1
- Local(is) abastecido(s): Bairro do Bom Retiro

### Energia
A responsável pelo abastecimento de energia elétrica é a Neoenergia Elektro, antiga CESP.

## Religião
O Cristianismo se faz presente no distrito da seguinte forma:

### Igreja Católica
- A igreja faz parte da Diocese de Itapetininga[16].

### Igrejas Evangélicas
- Congregação Cristã no Brasil[17].